# Cossyphe des grottes
Xenocopsychus ansorgei
Genre
Espèce
Statut de conservation UICN

 LC  : Préoccupation mineure
Le Cossyphe des grottes (Xenocopsychus ansorgei, anciennement Cossypha ansorgei) est une espèce de passereaux appartenant à la famille des Muscicapidae.

## Répartition
Il vit en Angola mais a été aussi observé dans le nord de la Namibie (Circonscription d'Epupa).

## Habitat
Il vit dans les savanes humides.
Il devient rare par suite de la perte de son habitat.

## Taxonomie
Le Congrès ornithologique international (classification version 14.1, 2024) a replacé cette espèce, alors placée dans le genre Cossypha Hartert, 1907, dans le genre monotypique Xenocopsychus.